# Ipomoea robertsiana
Ipomoea robertsiana är en vindeväxtart som beskrevs av Alfred Barton Rendle. Ipomoea robertsiana ingår i släktet praktvindor, och familjen vindeväxter. Inga underarter finns listade i Catalogue of Life.